# Circuito de Alcarrás
El Circuito de Alcarrás es un circuito de carreras situado en el término de Alcarrás en la provincia de Lérida, comunidad autónoma de Cataluña, España. El circuito alberga encuentros de campeonatos regionales de automovilismo y motociclismo, así como tandas privadas.
El circuito se inauguró el 15 de mayo de 2007 y es el único circuito de estas características en Lérida.

## Características

### Circuito de Velocidad
- Longitud total: 3.743 m
- Longitud recta: 800 m
- Amplitud pista: 14 m
- Amplitud recta: 15 m
- Curvas izquierda: 10
- Curvas derecha: 4
- Pendiente máxima: -9%

### Circuito Mixto
- Longitud total: 1.017 m
- Longitud recta: 200 m
- Amplio pista: 9 m
- Curvas izquierda: 8
- Curvas derecha: 5